# Guru Gobind Singh
Guru Gobind Singh, właściwie Gobind Rai (ur. 22 grudnia 1666 w Patnie, zm. 7 października 1708 w Hazur Sahib Nanded) – dziesiąty guru Sikhów, mistrz duchowy, wojownik, poeta i filozof. Syn Guru Tegh Bahadura, który został ścięty za odmowę przejścia na islam.

## Życiorys

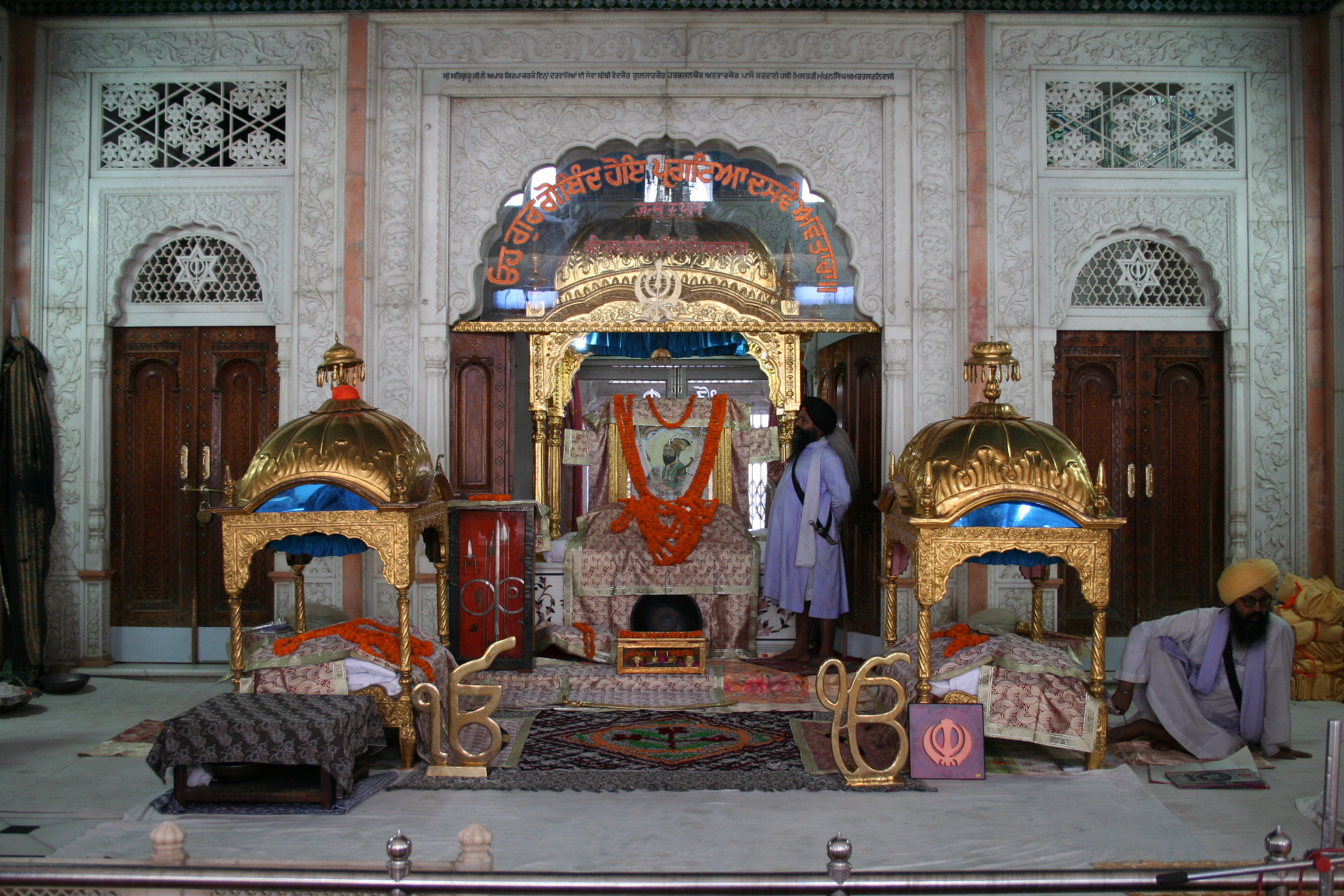
Miejsce narodzin Guru Gobind Singha

Urodził się 22 grudnia 1666 w Patnie w rodzinie guru Sikhów Tegh Bahadura (1621–1675) i Mata Gujri.